# Sankt Goarshausen

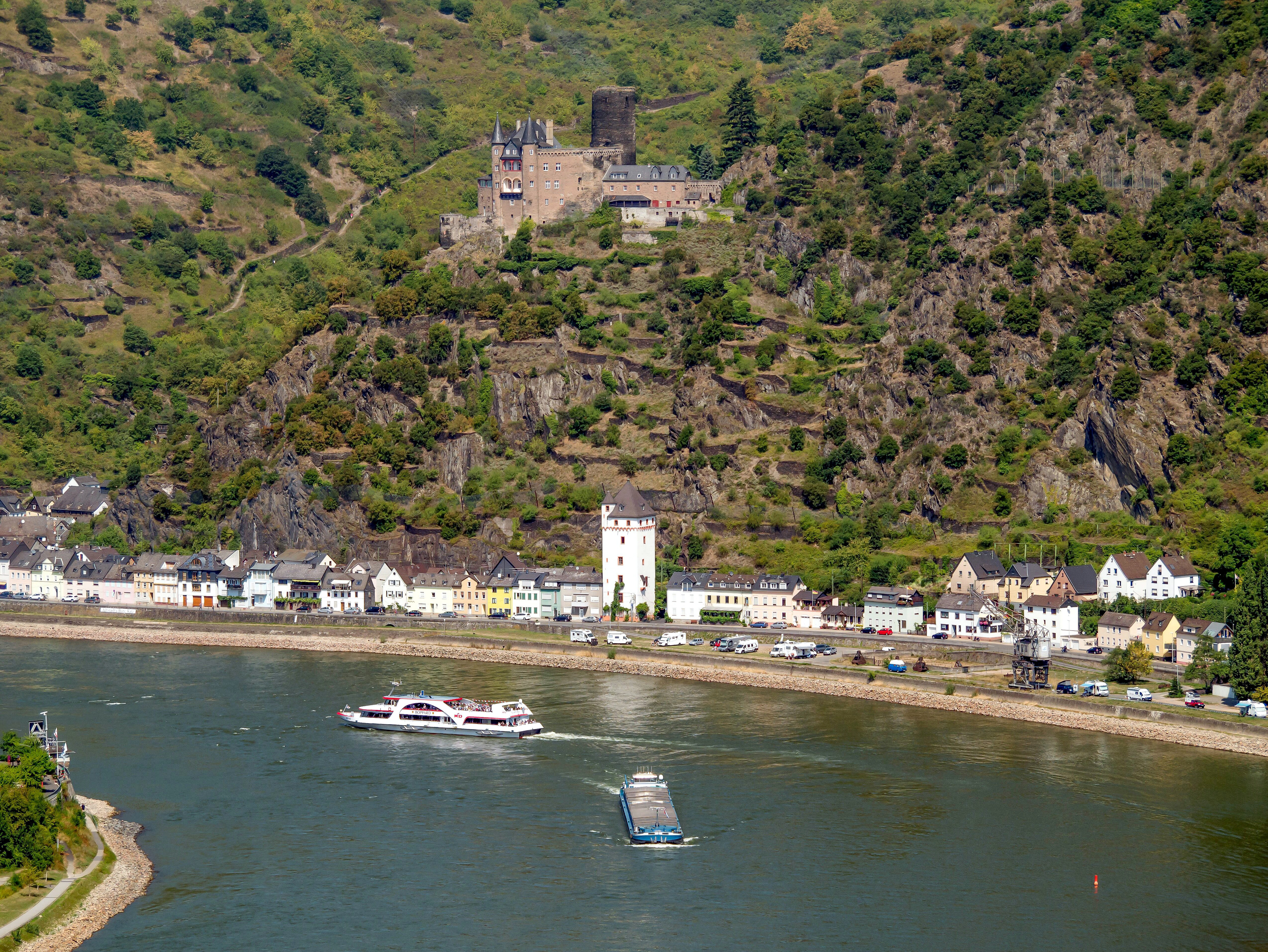
Blick auf Sankt Goarshausen, den Rhein und Burg Katz

Die Stadt Sankt Goarshausen, übliche Kurzform St. Goarshausen, liegt stromab des Schieferfelsens der Loreley am rechten Rheinufer im Rhein-Lahn-Kreis in Rheinland-Pfalz.
Die Stadt ist Verwaltungssitz der Verbandsgemeinde Loreley und gehört seit 2002 zum UNESCO-Welterbe Oberes Mittelrheintal. Die Loreleystadt war lange Kreisstadt – von 1886 des Kreises bzw. ab 1939 des Landkreises Sankt Goarshausen, ab 1961 des Loreleykreises bis 1969 – und ist gemäß Landesplanung als Mittelzentrum ausgewiesen.

## Geographie

### Geographische Lage
Sankt Goarshausen liegt, umgeben vom Rheinischen Schiefergebirge, im Oberen Mittelrheintal am (orografisch) rechten Ufer des Rheins gegenüber von Sankt Goar und ist etwa 35 Kilometer von Koblenz entfernt. Der Stadtkern von Sankt Goarshausen liegt etwa zwei Kilometer stromabwärts nordwestlich des Loreleyfelsens. Während die Steilklippen zum Stadtgebiet zählen, gehört das Loreleyplateau zur Gemarkung der Nachbargemeinde Bornich.

### Stadtgliederung
Zu Sankt Goarshausen gehören neben der Kernstadt die vier Stadtteile Heide, Ehrenthal, Wellmich und, als kleinster Stadtteil, der hochgelegene Rheinblick mit Zufahrt nur über Patersberg. Darüber hinaus gehören zu Sankt Goarshausen die Wohnplätze Block Loreley, Burg Katz, Burgmühle, Hasenberg (Walddistrikt), Burg Maus, Heumarkspforter-Mühle, Nesselrother-Mühle, Nonnenwerther-Mühle und Scharfecker-Mühle.

## Geschichte

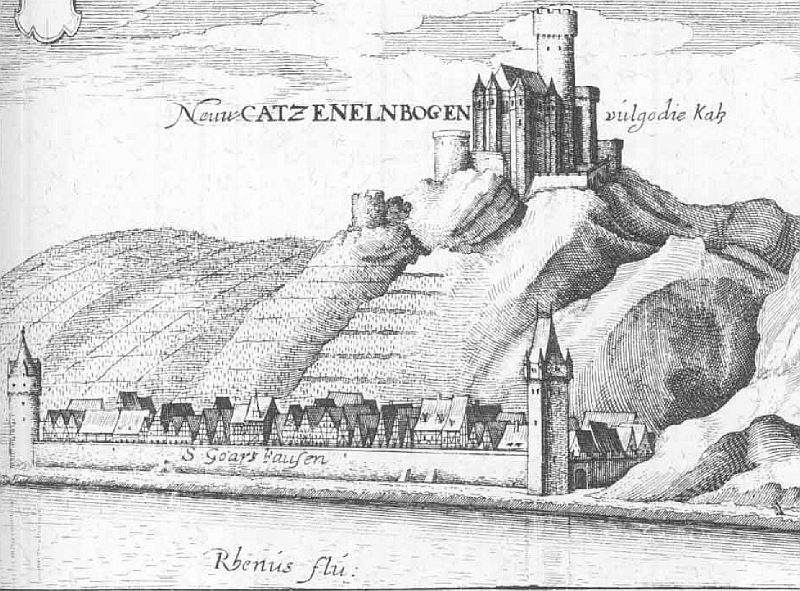
Sankt Goarshausen – Auszug aus der Topographia Hassiae von Matthäus Merian 1655

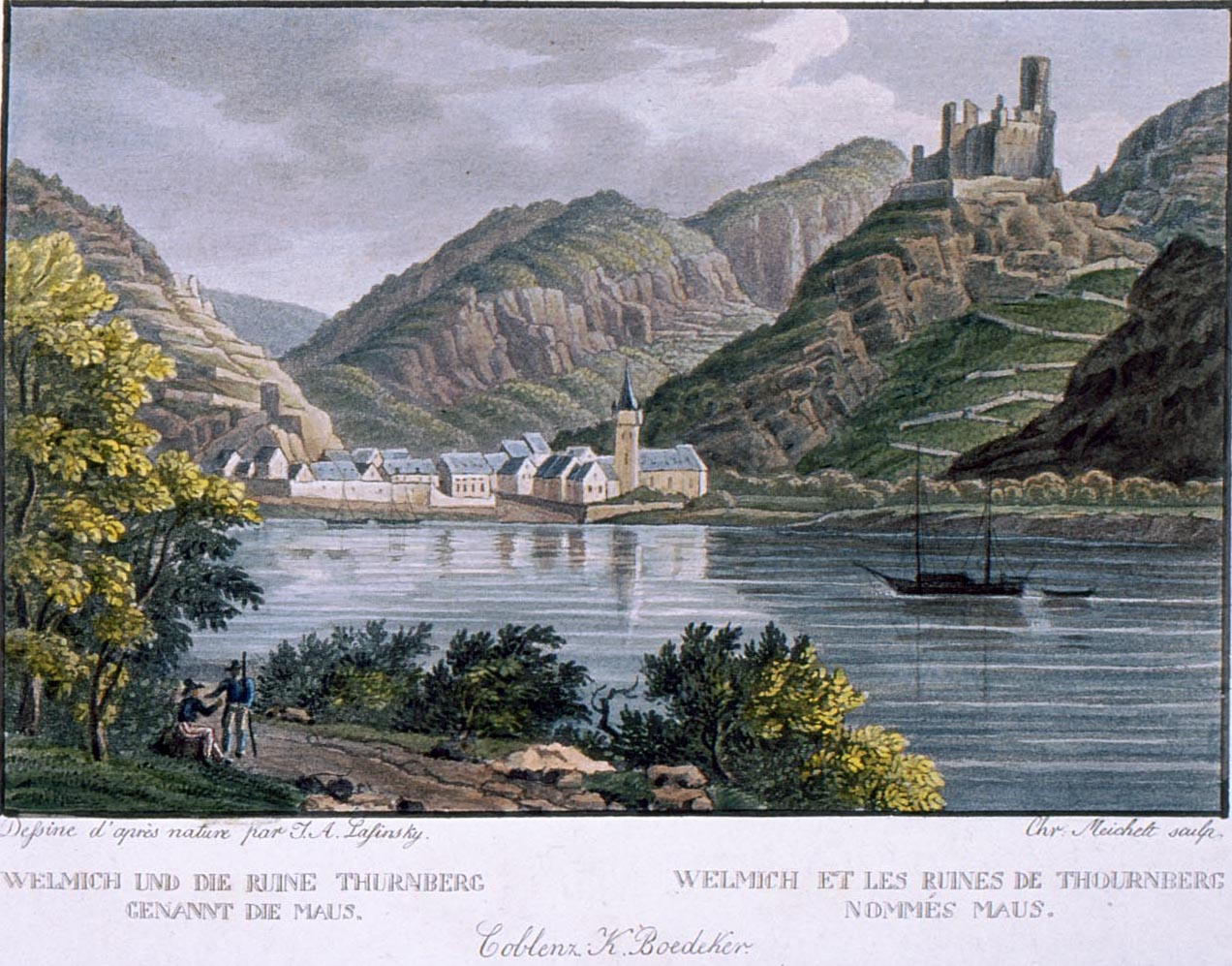
Burg Maus um 1830, Stich von Christian Meichelt

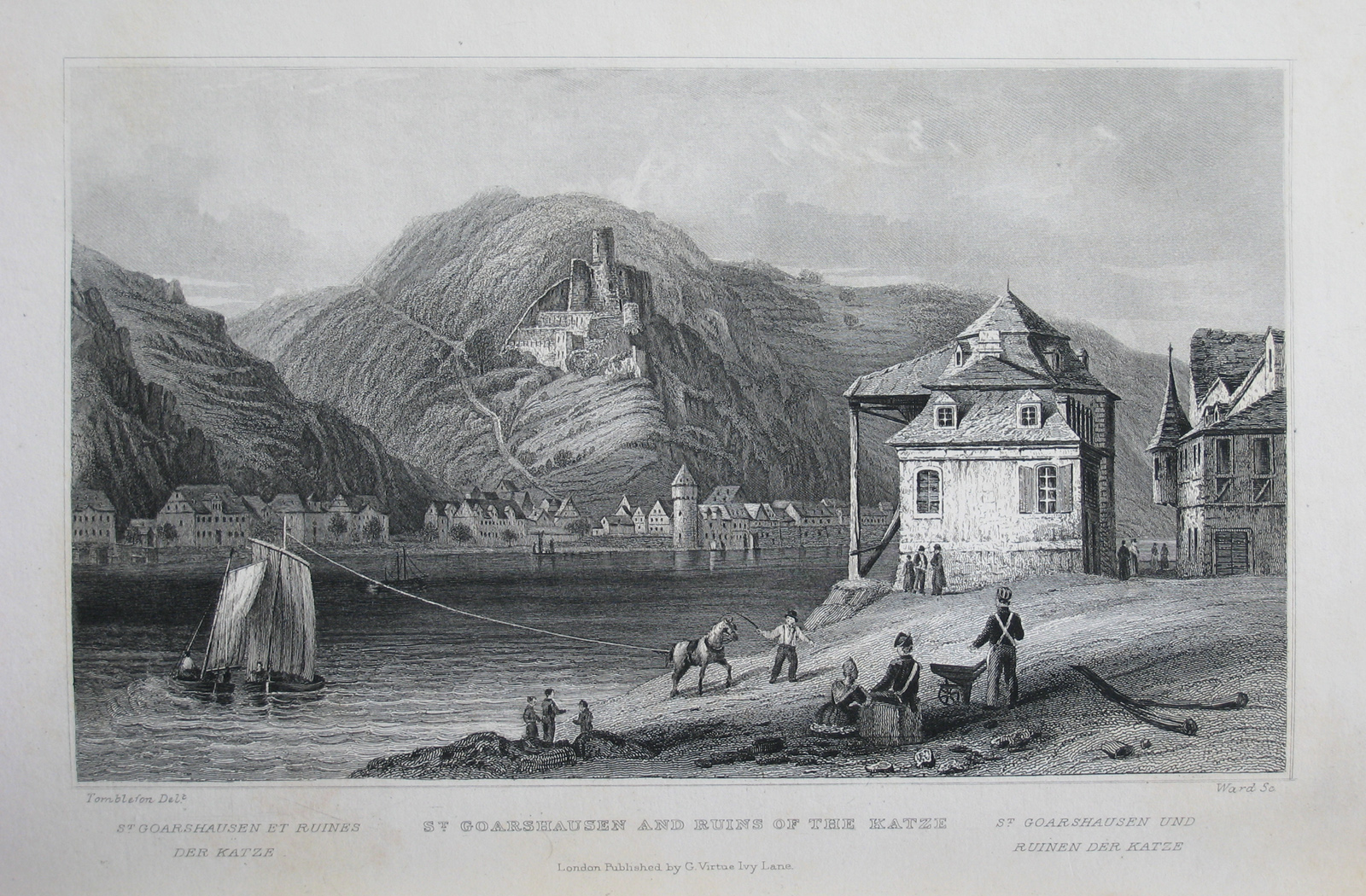
St. Goarshausen und Ruine Katz um 1840, Stich nach Zeichnung von William Tombleson

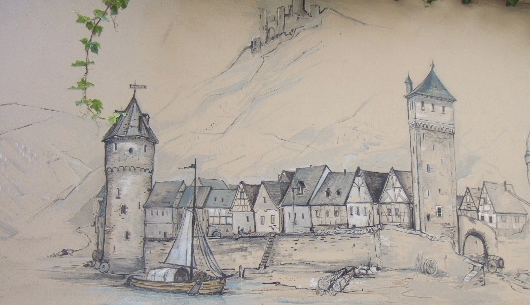
Stadtansicht um 1850, Wandbemalung im Ort

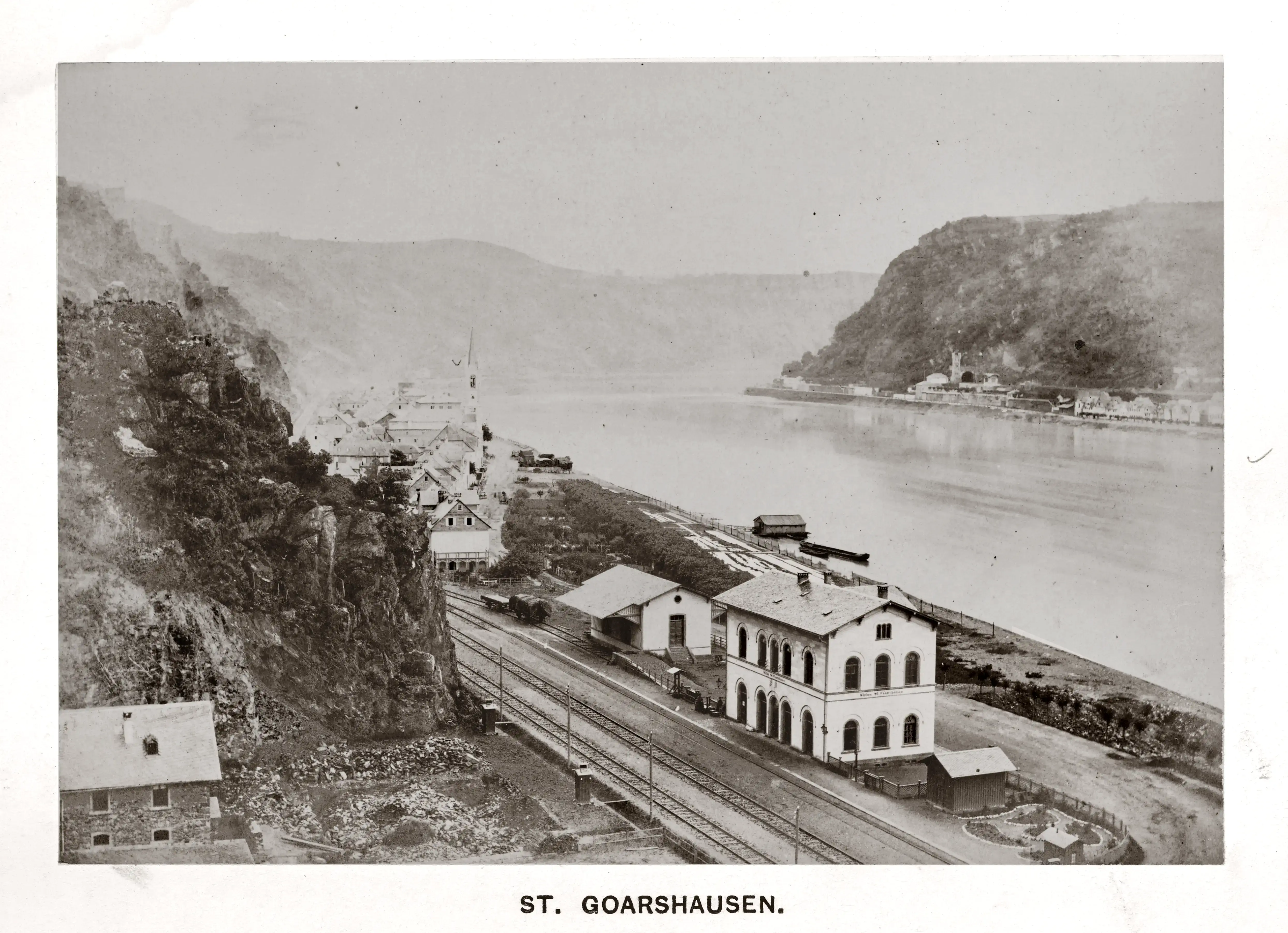
Station der Nassauischen Rheinbahn 1864

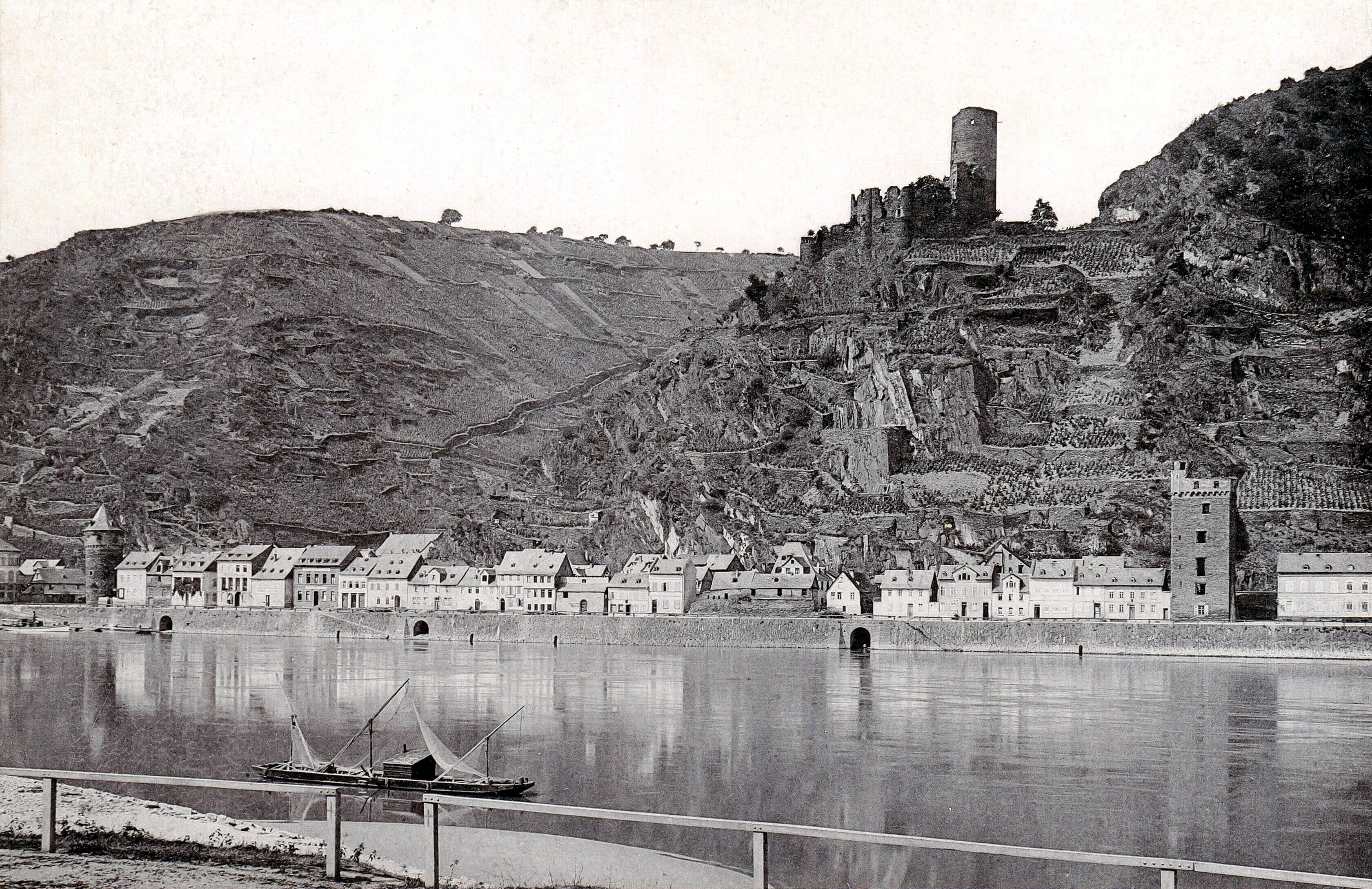
St. Goarshausen mit Burg Katz noch als Ruine, 1897

Urkundlich erwähnt wird Sankt Goarshausen erstmals im Jahr 1222. Sankt Goarshausen unterstand ab 1298 der Grafschaft Katzenelnbogen, die es durch Heirat von den Herren von Isenburg erhielt und bekam 1324 durch König Ludwig IV. die Stadtrechte. Die über der Stadt liegende Burg Katz (eigentlich Burg Neu-Katzenelnbogen) wurde um 1371 durch Graf Wilhelm II. von Katzenelnbogen als Reaktion auf den Bau von Burg Maus (damals unter dem Namen Burg Peterseck) durch die Trierer Erzbischöfe erbaut. Sankt Goarshausen fiel mit dem Ende des Grafengeschlechts 1479 an die Landgrafschaft Hessen. Nach Erbteilungen war es von 1583 bis 1806 Teil von Hessen-Kassel und sicherte mit Sankt Goar als einziges hessisches Gebiet beidseits des Rheins den Landgrafen einträgliche Rheinzölle.
Im Dreißigjährigen Krieg waren beide Städte teils heftig umkämpft, so im Jahr 1626, als Hessen-Darmstadt mithilfe von Truppen Spaniens und des Heiligen Römischen Reiches seine Besitzansprüche auf die Niedergrafschaft Katzenelnbogen, zu der auch Sankt Goar und Sankt Goarshausen gehörten, mit einer Belagerung der beiden Städte samt Burg Katz und Festung Rheinfels umsetzte. Im Hessenkrieg (1644–1648) wurden beide Städte nochmals belagert, diesmal von Truppen Hessen-Kassels, die ihr verlorengegangenes Territorium zurückerlangen wollten und sich außerdem so eine bessere Verhandlungsbasis im Westfälischen Frieden erhofften. Von da an verblieb Sankt Goarshausen bei Hessen-Kassel.
Von 1806 bis 1813 stand die Niedergrafschaft Katzenelnbogen und damit auch Sankt Goarshausen als einziges rechtsrheinisches Gebiet unter französischer Verwaltung (pays réservé). Nach dem Wiener Kongress (1815) kam der Ort in den Besitz des Herzogtums Nassau und wurde am 4. April 1816 Sitz des herzoglich nassauischen Amtes St. Goarshausen.
Nach der Annexion des Herzogtums Nassau durch Preußen (1866) wurde Sankt Goarshausen am 1. April 1886 Kreisstadt des durch Teilung des Rheingaukreises neu geschaffenen Landkreises Sankt Goarshausen.
Nach dem Ersten Weltkrieg lag die Stadt am Südrand des Brückenkopfes Koblenz und war so in den 1920er Jahren der Alliierten Rheinlandbesetzung unterworfen, also bis 1923 in der amerikanischen Zone und von da an bis zum Abzug 1930 in der französischen Zone. Die Stadt verblieb bis 1945 im Regierungsbezirk Wiesbaden der preußischen Provinz Hessen-Nassau.
Nach dem Zweiten Weltkrieg kam die Stadt mit dem gesamten Landkreis in die Französische Besatzungszone und wurde so aus der Verwaltungsstruktur der preußischen Provinz Hessen-Nassau herausgelöst. Sankt Goarshausen wurde damit Teil des 1946 neugegründeten Landes Rheinland-Pfalz.
Sankt Goarshausen blieb auch weiterhin Kreisstadt des Landkreises Sankt Goarshausen (ab 1961 Loreleykreis), bis dieser mit dem Unterlahnkreis im Zuge der Kreisreform 1969 im neu geschaffenen Rhein-Lahn-Kreis mit der Kreisstadt Bad Ems aufging.

### Name
„Auf der rechten Rheinseite gegenüber St. Goar entstand während der karolingischen Zeit eine kleine Siedlung, die man, dem Brauch der Zeit entsprechend Bi den Husen (‚Bei den Häusern‘) nannte, teils, um sich die Mühe zu ersparen, einen eigenen Namen zu suchen, teils, weil diese wenigen Häuser kein Dorf für sich darstellten. Zur Unterscheidung von anderen Siedlungen dieser Art nannte man sie Husen beim hilligen (heiligen) Goar.“ Im Laufe der Zeit wandelte sich der Name zum heutigen Sankt Goarshausen, der Ursprung ist darin immer noch zu erkennen. Auf einer im 18. Jahrhundert erschienenen Karte Frederik de Wits werden die Bezeichnungen „Gewehrshausen“ und untergeordnet „Goarshausen“ verwendet.

### Weinbau
Eine der frühesten Nennungen von Weinlagen ist der 1315 schriftlich dokumentierte Katzenelnbogener Hetzgenstein (Heiderstein). Im Jahre 1395 wurde dann die Loreley in den Urkunden Graf Johanns IV. von Katzenelnbogen, des ersten Rieslingwinzers der Welt, als Weinberg dokumentiert. Die besondere Unzugänglichkeit der Weinberge im Mittelrheingraben war schon damals ein Grund, die Weinbergsarbeiter besonders zu entlohnen oder den Zugang zu bestimmten Lagen bei großer Hitze einfach zu verbieten.
Da es sich fast ausschließlich um Steillagenweinbau handelt, der an der Mechanisierung der Landwirtschaft kaum teilhaben konnte, gibt es in Sankt Goarshausen nur noch wenig Weinbau, es gibt aber immer noch einige Weinberge und Winzer. Die Weinlagen Sankt Goarshausener Burg Katz, Sankt Goarshausener Burg Maus, Sankt Goarshausener Hessern und Sankt Goarshausener Loreley–Edel gehören zum Bereich Loreley im Weinbaugebiet Mittelrhein.

### Bergbau
Der Bergbau in den Ortsteilen Ehrenthal und Wellmich als prägendes Element der Kulturlandschaft Oberes Mittelrheintal geht zurück auf das 18. Jahrhundert. In der Grube Gute Hoffnung wurden bis in die Mitte des 20. Jahrhunderts hinein Blei- und Zinkerze abgebaut. Siehe auch: Liste von Bergwerken im Taunus

### Eingemeindung und Namensänderung
Am 7. Juni 1969 wurde die bis dahin selbständige Gemeinde Wellmich eingemeindet. Am 27. September 1993 wurde der Name von St. Goarshausen in Loreleystadt Sankt Goarshausen geändert.

### Bevölkerungsentwicklung
Die Entwicklung der Einwohnerzahl von Sankt Goarshausen, bezogen auf das heutige Stadtgebiet; die Werte von 1871 bis 1987 beruhen auf Volkszählungen:
| Sankt Goarshausen: Einwohnerzahlen von 1815 bis 2023 | Sankt Goarshausen: Einwohnerzahlen von 1815 bis 2023 | Sankt Goarshausen: Einwohnerzahlen von 1815 bis 2023 | Sankt Goarshausen: Einwohnerzahlen von 1815 bis 2023 | Sankt Goarshausen: Einwohnerzahlen von 1815 bis 2023 |
| ---------------------------------------------------- | ---------------------------------------------------- | ---------------------------------------------------- | ---------------------------------------------------- | ---------------------------------------------------- |
| Jahr                                                 |                                                      |                                                      |                                                      | Einwohner                                            |
| 1815                                                 | 1815                                                 |                                                      | 992                                                  | 992                                                  |
| 1835                                                 | 1835                                                 |                                                      | 1.459                                                | 1.459                                                |
| 1871                                                 | 1871                                                 |                                                      | 1.889                                                | 1.889                                                |
| 1905                                                 | 1905                                                 |                                                      | 2.187                                                | 2.187                                                |
| 1939                                                 | 1939                                                 |                                                      | 2.373                                                | 2.373                                                |
| 1950                                                 | 1950                                                 |                                                      | 2.677                                                | 2.677                                                |
| 1961                                                 | 1961                                                 |                                                      | 2.518                                                | 2.518                                                |
| 1970                                                 | 1970                                                 |                                                      | 2.210                                                | 2.210                                                |
| 1987                                                 | 1987                                                 |                                                      | 1.585                                                | 1.585                                                |
| 1997                                                 | 1997                                                 |                                                      | 1.575                                                | 1.575                                                |
| 2005                                                 | 2005                                                 |                                                      | 1.486                                                | 1.486                                                |
| 2011                                                 | 2011                                                 |                                                      | 1.306                                                | 1.306                                                |
| 2017                                                 | 2017                                                 |                                                      | 1.302                                                | 1.302                                                |
| 2023                                                 | 2023                                                 |                                                      | 1.281                                                | 1.281                                                |
|                                                      |                                                      |                                                      |                                                      |                                                      |

### Stadtteil Wellmich
Wellmich wurde im Jahre 1042 als „Wallmichi“ das erste Mal urkundlich erwähnt und ist damit älter als Sankt Goarshausen. In der Folgezeit war es in Besitz der Herren von Arnstein und deren Nachfolgern, den Grafen von Nassau. Das Kurfürstentum Trier erwarb nun Stück um Stück mehr Rechte über Wellmich, zunächst im 14. Jahrhundert als neue Gerichtsherren, dann ein Lehen über das Gemeinwesen, 1356 eine Befestigungserlaubnis durch den Kaiser (Baubeginn der Deuernburg, bzw. Burg Maus), 1357 bekommt Wellmich Stadtrechte (Baubeginn der Stadtmauer) und 1358 erlangt Kurtrier schließlich die ganze Herrschaft über die Vogtei von den Nassauer Grafen. Fortan bildete Wellmich die südöstliche Grenze Kurtriers und war entsprechend befestigt, zumal es den Erzbischöfen Rheinzölle sicherte, und war der südlichste Punkt des Kurfürstentums auf der rechtsrheinischen katholischen „Insel“, ab Mitte des 16. Jahrhunderts größtenteils von evangelischen Gebieten umgeben.
Nach der napoleonischen Zeit und der damit verbundenen Säkularisation der geistlichen Herrschaftsgebiete gehörte Wellmich ab 1815 zum Herzogtum Nassau, ab 1866 zu Preußen, während der Rheinlandbesetzung 1919–30 zur amerikanischen bzw. französischen Zone und nach dem Zweiten Weltkrieg ebenfalls zur französischen Besatzungszone. Danach gehörte es bis zur Eingemeindung in Sankt Goarshausen 1969 zum Landkreis St. Goarshausen.

### Stadtteil Ehrenthal
Ehrenthal wurde erstmals 881 als Besitz des Klosters Prüm erwähnt und ist somit der nach urkundlichen Erwähnungen älteste Teil Sankt Goarshausens.
In der Folgezeit kam Ehrenthal wie Wellmich im Zuge der Expansion Kurtriers in dessen Besitz.
Als das Kloster Gronau im Taunus, damals zur Landgrafschaft Hessen gehörig, im Zuge der Säkularisation als Folge der Reformation 1542 aufgelöst wurde, gründeten die Mönche im kurtrierischen Ehrenthal, das ursprünglich Hof- und Weingut war, ein neues Kloster.
Bis zur Gegenwart erging es Ehrenthal nun wie Wellmich, letztendlich wurde es auch in Sankt Goarshausen eingemeindet.

## Politik

### Stadtrat
Der Stadtrat in Sankt Goarshausen besteht aus 16 Ratsmitgliedern, die bei der Kommunalwahl am 9. Juni 2024 in einer personalisierten Verhältniswahl gewählt wurden, und der ehrenamtlichen Stadtbürgermeisterin als Vorsitzender. Die Wahlen 2014 und 2019 wurden in Mehrheitswahl durchgeführt, da nicht mindestens zwei Wahlvorschlagslisten eingereicht wurden.
Die Sitzverteilung im Stadtrat:
| Wahl | CDU               | WGG *             | Pro GOH *         | FWG               | WGR               | Gesamt   |
| ---- | ----------------- | ----------------- | ----------------- | ----------------- | ----------------- | -------- |
| 2024 | –                 | 2                 | 14                | –                 | –                 | 16 Sitze |
| 2019 | per Mehrheitswahl | per Mehrheitswahl | per Mehrheitswahl | per Mehrheitswahl | per Mehrheitswahl | 16 Sitze |
| 2014 | per Mehrheitswahl | per Mehrheitswahl | per Mehrheitswahl | per Mehrheitswahl | per Mehrheitswahl | 16 Sitze |
| 2009 | 6                 | –                 | –                 | 2                 | 8                 | 16 Sitze |
| 2004 | 8                 | –                 | –                 | 2                 | 6                 | 16 Sitze |

### Bürgermeister
| von  | bis  | Bürgermeister        |
| ---- | ---- | -------------------- |
| 1883 | 1899 | August von Schwedler |
| 1899 | 1911 | Louis Schilling      |
| 1911 | 1924 | Heinrich Herpell     |
| 1925 | 1937 | Karl Moritz          |
| …    | …    | …                    |
| 1945 |      | Fritz Maus           |
| 1946 | 1949 | Friedrich Ruff       |
| 1949 | 1956 | Heinz Kühn           |
| 1957 | 1972 | Richard Michel       |
| 1972 | 1988 | Karl Pingel          |
| 1988 | 1999 | Rolf Daum            |
| 1999 | 2004 | Heinz Heil           |
| 2004 | 2014 | Bernhard Roth        |
| 2014 | 2017 | Heinz-Peter Mertens  |
| 2017 | 2019 | Manfred Baumert      |
| 2019 | 2020 | Matthias Pflugradt   |
| 2020 | 2024 | Nico Busch           |
| 2024 | 2025 | Anna Maira Ledwinka  |

#### Wahl 2024
Das Amt ist derzeit vakant. Bei der Direktwahl am 9. Juni 2024 setzte sich Anna Maria Ledwinka (parteilos, unterstützt von Pro GOH) mit 82 % der Stimmen gegen den Amtsinhaber Nico Busch, der als Einzelbewerber antrat, durch. Die Wahlbeteiligung lag bei 59,0 %. Ihre Amtseinführung erfolgte am 5. August 2024. Am 16. April 2025 legte sie ihr Amt nieder.

#### Wahl 2020
Nachdem die bisherigen Beigeordneten Heinz-Peter Mertens und Anna Maria Weisbrod (später Anna Maria Ledwinka) wegen Differenzen mit dem Stadtbürgermeister von ihren Ämtern zurückgetreten waren, erklärte Matthias Pflugradt am 29. Juni 2020 seinen Rücktritt zum 30. Juli 2020. Die neue Erste Beigeordnete Katrin Vetters übte das Amt bis zur Amtseinführung eines Nachfolgers kommissarisch aus. Bei der Direktwahl am 11. Oktober 2020 bewarb sich als einziger Kandidat der ebenfalls neue Beigeordnete Nico Busch (SPD) um das Amt des Stadtbürgermeisters und wurde mit 86,6 % bei einer Wahlbeteiligung von 39,1 % zum neuen Stadtbürgermeister gewählt. Die Amtseinführung erfolgte am 19. Oktober.

#### Wahl 2019
Bei der Kommunalwahl am 26. Mai 2019 setzte sich Matthias Pflugradt mit 61,75 % gegen den Amtsinhaber Manfred Baumert (38,25 %) durch.

#### Wahl 2017
Am 7. Mai 2017 wurde nach dem Rücktritt von Heinz-Peter Mertens mit 67,5 % der Stimmen der vorherige Erste Beigeordnete Manfred Baumert zum neuen Stadtbürgermeister gewählt. Am 15. Mai 2017 wurde er in sein neues Amt eingeführt.

### Wappen
Das aktuelle Wappen der Stadt ist mit Ausnahme kleiner Details wie der Form des Schildes identisch mit demjenigen, das in dem Siegel der Schöffen von St. Goarshausen verwendet wurde. Da das Siegel erstmals im Jahr 1380 auftaucht hat also auch das heutige Wappen schon eine lange Geschichte.
| Wappen von Sankt Goarshausen | Blasonierung: „In geteiltem Schild oben in Gold wachsend ein herschauender blaubewehrter roter Löwe, unten in Blau zwischen drei goldenen Lilien ein goldener Sparren.“                                                                 |
| Wappen von Sankt Goarshausen | Wappenbegründung: Der rote Löwe verweist auf die frühere Herrschaft der Grafen von Katzenelnbogen, die Lilien sind als Mariensymbol auch im Wappen der gegenüber liegenden Stadt Sankt Goar enthalten. Das Wappen wurde 1906 genehmigt. |

### Städtepartnerschaften
Seit Juni 1992 besteht eine Partnerschaft mit der japanischen Stadt Inuyama.

## Natur
Sankt Goarshausen liegt im Rheintal, das hier zum Rheinischen Schiefergebirge gehört. Aufgrund dessen kann es immer wieder zu Bergrutschen kommen, weshalb an vielen Stellen im Rheintal spezielle Zäune zum Abfangen des Gerölls installiert wurden. Auch in Sankt Goarshausen wurden u. a. am sogenannten Rabenack Felssicherungsmaßnahmen durchgeführt. Hier gibt es auch einen Klettersteig mit einem Aussichtspunkt, der einen herrlichen Überblick über Teile Sankt Goarshausens und Sankt Goars bietet.

### Gewässer und Hochwasser
Durch die Stadt fließen insgesamt drei größere Bäche: der Hasenbach, der Forstbach und der Wellmicher Bach. In der Vergangenheit, zuletzt 2016, gab es durch große Regenfälle immer wieder Überflutungen, verbunden mit dem Einsturz von Häusern und dem Wegspülen von Straßen und Autos durch die zu großen Strömen angewachsenen Bäche. Aber auch mit dem Rheinhochwasser ist immer wieder zu rechnen, das letzte größere ereignete sich im Jahr 2011, als Straßen und Häuser unter Wasser gesetzt wurden und viele Teile der Stadt nur über Stege zu erreichen waren. Infolge von Hochwassern entstehen neben dem Erliegen des Verkehrs (meistens mit Ausnahme der Bahn) immer wieder enorme Kosten. Auch aus diesem Grund ist der Hochwasserschutz in Sankt Goarshausen ein stets aktuelles und debattiertes Thema.

## Kultur und Sehenswürdigkeiten

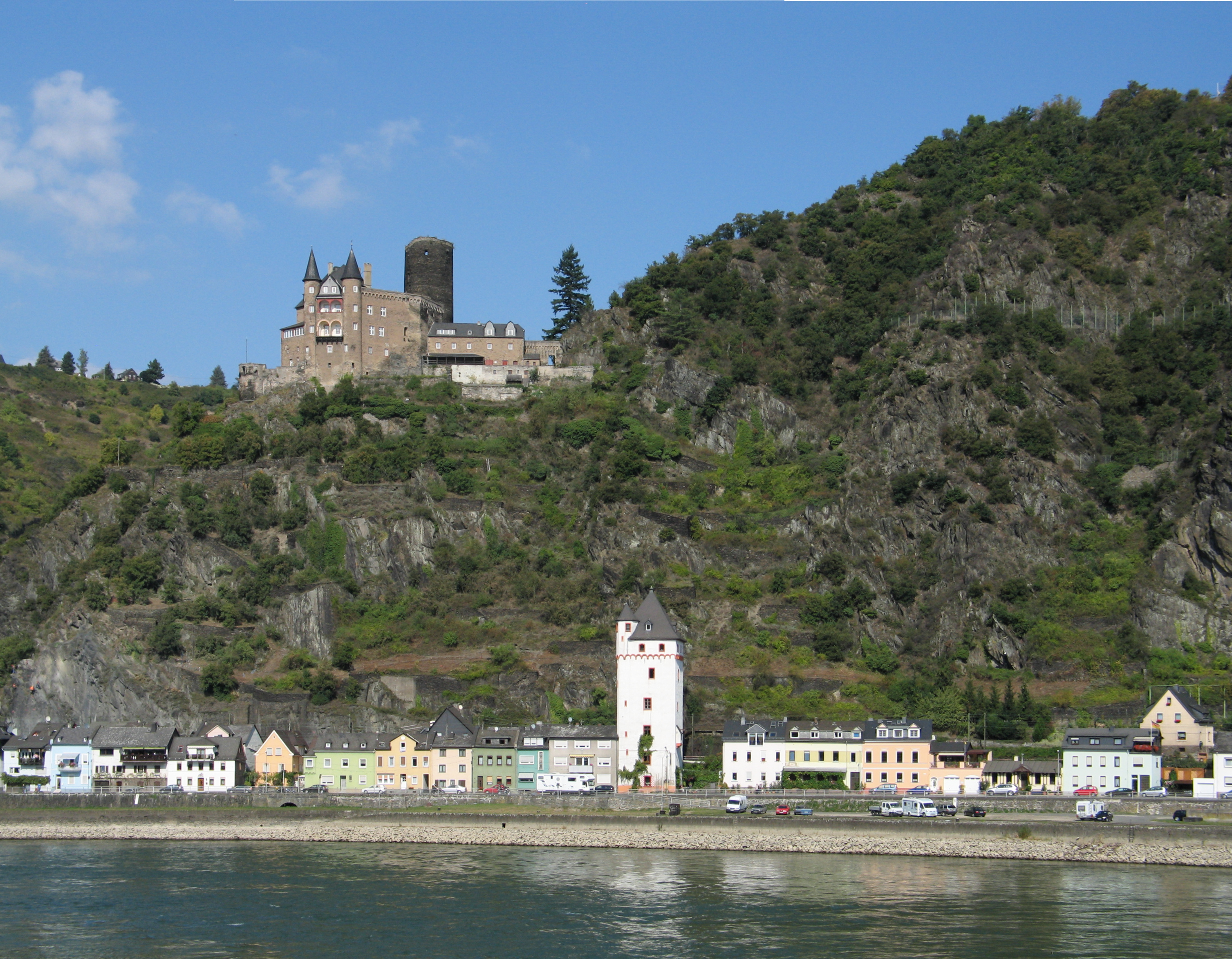
Lage der Burg Katz oberhalb von Sankt Goarshausen, unterhalb ist der eckige Turm zu sehen

### Bauwerke
Oberhalb der Stadt liegt die 1806 von den Truppen Napoléon Bonapartes gesprengte Burg Neu-Katzenelnbogen (genannt Burg Katz), die 1896 bis auf den Turm wiederaufgebaut wurde, über dem Stadtteil Wellmich die im Volksmund so genannte Burg Maus (eigentlich Deuernburg oder Thurnberg). Burg Katz ist nicht zur Besichtigung freigegeben, wohingegen auf Burg Maus Führungen und Weinproben angeboten werden. Von dort aus ist auch die Ruine der auf der anderen Rheinseite liegenden Burg Rheinfels zu sehen. Erreichbar ist Burg Rheinfels von Sankt Goarshausen aus mit der Fähre, die nächste Brücke ist 30 km entfernt.
Die Evangelische Kirche in Sankt Goarshausen wurde 1863 von Eduard Zais erbaut. Sie beherbergt eine Orgel aus dem gleichen Jahr von Christian Friedrich Voigt aus Igstadt, die 2006 restauriert wurde.

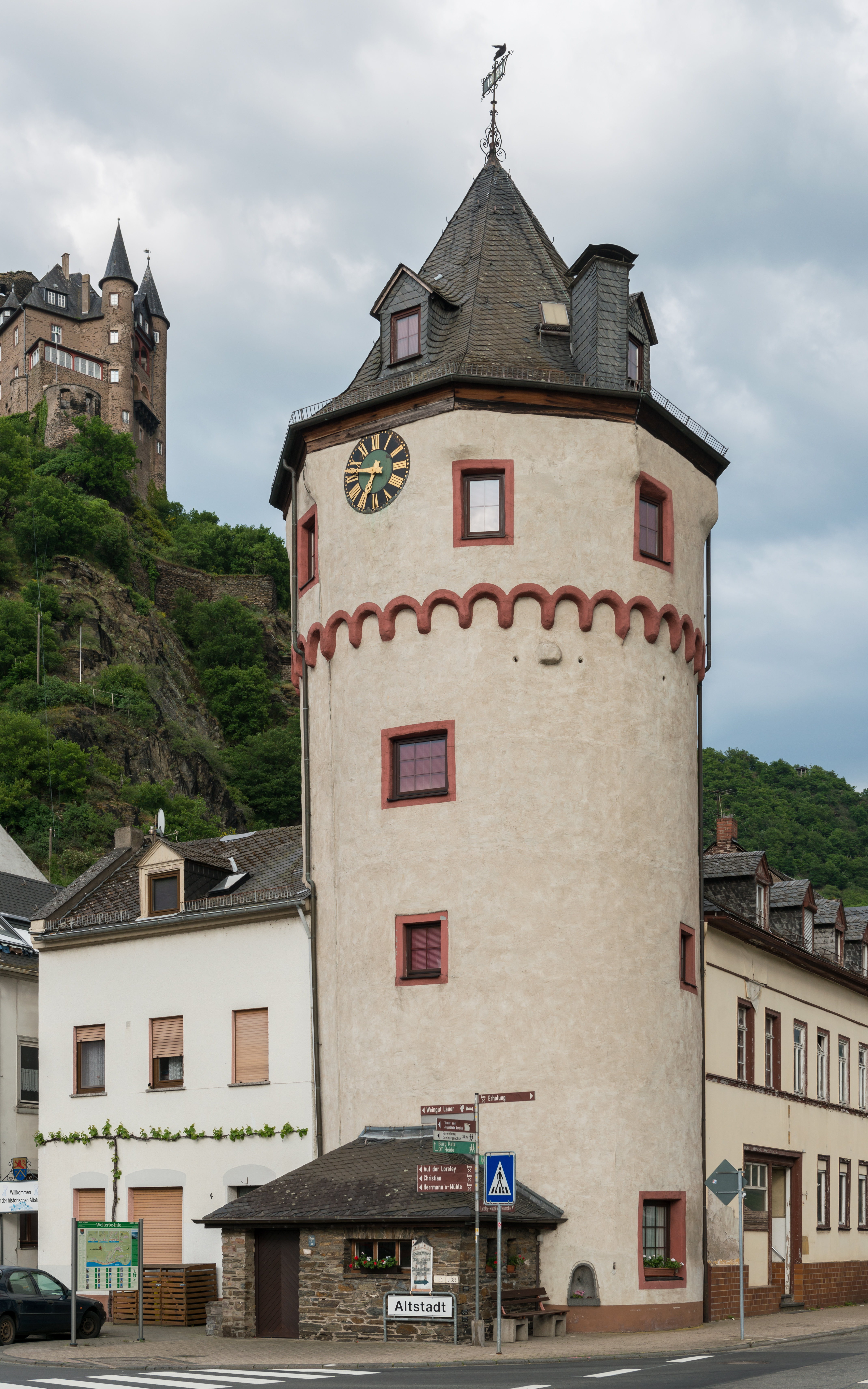
Runder Turm, im Hintergrund Burg Katz

Die katholische Kirche St. Johannes der Täufer von Hans und Christoph Rummel stammt aus dem Jahr 1923–1925, mehrere ältere Kirchen standen an anderer Stelle u. a. seit 1821, das erste Gotteshaus Sankt Goarshausens ist Mitte des 16. Jahrhunderts in der heutigen Altstadt bekundet. Des Weiteren befindet sich im Stadtteil Wellmich die aus dem 14. Jahrhundert stammende katholische Kirche St. Martin und in Ehrenthal die Kapelle St. Sebastian.
Ferner sind in der Altstadt neben dem alten Rathaus (erbaut 1532) auch zwei Stadttürme zu finden, welche nach dem Erlangen der Stadtrechte 1324 erbaut wurden und von den Einwohnern aufgrund ihres Grundrisses der runde (14. Jhd.) und der eckige Turm (15. Jhd.) genannt werden. Der runde Turm, der auch heute noch als Uhrturm dient, wird auch Marktturm oder Westturm und der eckige Turm Ostturm genannt. Von der zur selben Zeit errichteten Stadtmauer ist heute äußerlich fast nichts mehr zu sehen. Das obere Stadttor am eckigen Turm hingegen ist noch größtenteils erhalten, im Gegensatz zum unteren Stadttor, welches zu einer steinernen Brücke über den Forstbach führte. Neben diesen beiden Stadttoren, gab es noch drei sogenannte Wassertore. Dies waren zum Rhein hinführende Gewölbe im zum Rhein zugewandten Teil der Stadtmauer, durch die nicht nur Fischer zum Rhein gelangen konnten, sondern im Brandfall auch schnell Wasser zum Löschen in die Stadt gebracht werden konnte. Durch die Stahltüren an den Ausgängen zum Rhein hin war die Stadt gegen Eindringlinge aber auch gegen Eisgang geschützt. Die Gewölbe wurden beim Bau der Uferstraße Anfang der 1840er Jahre zwar erhalten und der Zugang zum Rhein durch Gewölbe unter der Straße möglich gemacht, jedoch wurden die Ausgänge zum Rhein bei Straßenbauarbeiten und der Tieferlegung der Kleinbahngleise größtenteils zugemauert.

### Weitere Sehenswürdigkeiten
In der Altstadt sind zwei Bronzeplastiken zu finden: Zum einen ein Salmfischer mit einem Fisch in der Hand vor dem alten Rathaus in Anlehnung an die frühere Bedeutung des Fischfangs für die Stadt und eine Gäs' (Ziege), die in der einzigen Straße in der Altstadt, aufgrund der früheren Unterbringung von sehr vielen Ziegen Gäsegass („Ziegengasse“) genannt, an einer Hausecke um die Ecke schaut.
Am Ende der Mole des Loreleyhafens ist außerdem eine Skulptur der Loreley zu sehen.
Am Rande des Heinrich-Heine-Platzes gegenüber dem Rathaus ist eine Büste Heinrich Heines in Gedenken an das von ihm verfasste Loreleylied zu finden.

### Naturdenkmäler
Bei Sankt Goarshausen liegt der Loreley-Felsen. Ein Besucherzentrum mit Museum informiert vor Ort über Kultur und Wirtschaft der Region sowie über den Mythos Loreley.
Am Heinrich-Heine-Platz ist eine 2003 aus dem vier Meter hohen Stumpf einer Robinie geschaffene Baumskulptur zu finden. Ihr ist das jährlich stattfindende Baumfest gewidmet. Auf der Skulptur sind viele Charakteristika Sankt Goarshausens zu finden, so z. B. die Loreley, Weinfässer, Fische, Burg Katz und die Noten des Loreleyliedes.

### Regelmäßige Veranstaltungen
- 3. Wochenende im September: Rhein in Flammen, Großfeuerwerke von Burg Katz bei Sankt Goarshausen, Burg Rheinfels bei Sankt Goar und von der Rheinmitte aus. In derselben Woche findet von Mittwoch bis Samstag die sog. Weingasse statt, hier wird an Ständen in der Altstadt Wein und Unterhaltung geboten
- Ende Juni: Tal total. Autofreier Tag auf beiden Rheinseiten von Koblenz bis Rüdesheim zum Fahrradfahren.
- Auf der Loreley-Freilichtbühne finden jedes Jahr von Frühling bis Herbst zahlreiche Festivals und Konzerte statt
- Im Sommer: Baumfest an der Baumskulptur auf dem Heinrich-Heine-Platz
- Anfang des Advents: Weihnachtsmarkt in der Altstadt

## Religion

### Konfessionsstatistik
Unter den Einwohnern von Sankt Goarshausen gehörten 2011 noch 38,5 % der katholischen und 36,5 % der evangelischen sowie 24,9 % einer anderen oder keiner Religion an.
Der Anteil der evangelischen und katholischen Kirchenmitglieder an der Gesamtbevölkerung ist seitdem gesunken. Ende Mai 2025 hatten 27,1 % der Einwohner die katholische Konfession und 24,8 % die evangelische. 48,1 % gehörten anderen Konfessionen oder Glaubensgemeinschaften an, waren ohne Angabe oder gemeinschaftslos.
Im Februar 2018 haben sich die zehn ehemals selbständigen römisch-katholischen Pfarreien zur neu gegründeten Pfarrei „Heilige Elisabeth von Schönau“ mit Sitz in Kamp-Bornhofen zusammengeschlossen.

## Wirtschaft und Infrastruktur
Hauptwirtschaftszweige sind Tourismus und Weinbau. Von der früheren Bedeutung als Fischer- und Schifferstadt und als Umschlagplatz am Rhein, von dem heute noch der Häuser Kran zeugt, hat Sankt Goarshausen vieles verloren. Nach dem mit der Verwaltungsreform verbundenen Verlust des Status als Kreisstadt an Bad Ems (siehe Geschichte des Rhein-Lahn-Kreises) übernahm die nahe gelegene und um einiges größere Stadt Nastätten einige Infrastrukturleistungen von Sankt Goarshausen. Im November 2005 wurde die Kraftfahrzeug-Zulassungsstelle, die sich im ehemaligen Landratsamt befand, nach Nastätten verlegt. Auch die Auflösung der Polizeidienststelle Sankt Goarshausen (und eine eventuelle Verlegung nach Nastätten) ist in der Diskussion. Im Moment befinden sich in Sankt Goarshausen außerdem noch die Verbandsgemeindeverwaltung Loreley, das Finanzamt, das Katasteramt und eine Rettungswache des Deutschen Roten Kreuzes.

### Fremdenverkehr und Tourismus
Im touristischen Bereich emanzipiert sich Sankt Goarshausen von der Schwesterstadt Sankt Goar gemeinsam mit der Nachbargemeinde Bornich als Träger des auf der Loreley errichteten Besucherzentrums. Ebenfalls auf dem Loreleyplateau in der Gemarkung Bornich befindet sich die von 1932–39 geplante und gebaute Freilichtbühne Loreley. Außerdem gibt es in Sankt Goarshausen einige Hotels, Ferienwohnungen und Gastronomie.

### Verkehr

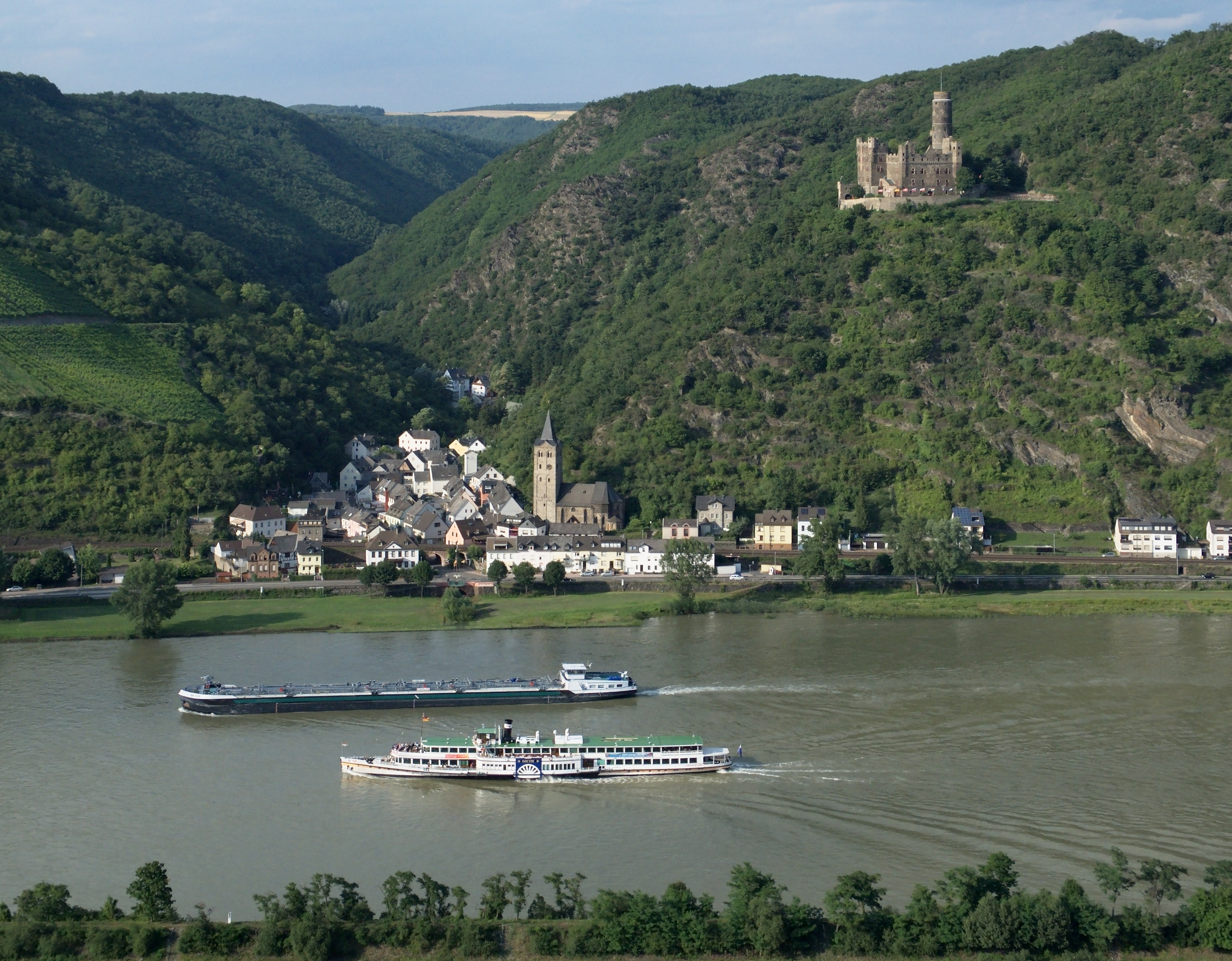
Der Ortsteil Wellmich mit Burg Maus

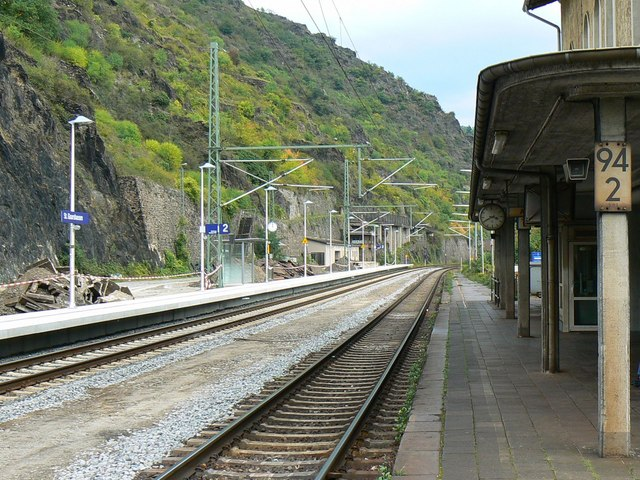
Bahnhof St. Goarshausen an der rechten Rheinstrecke

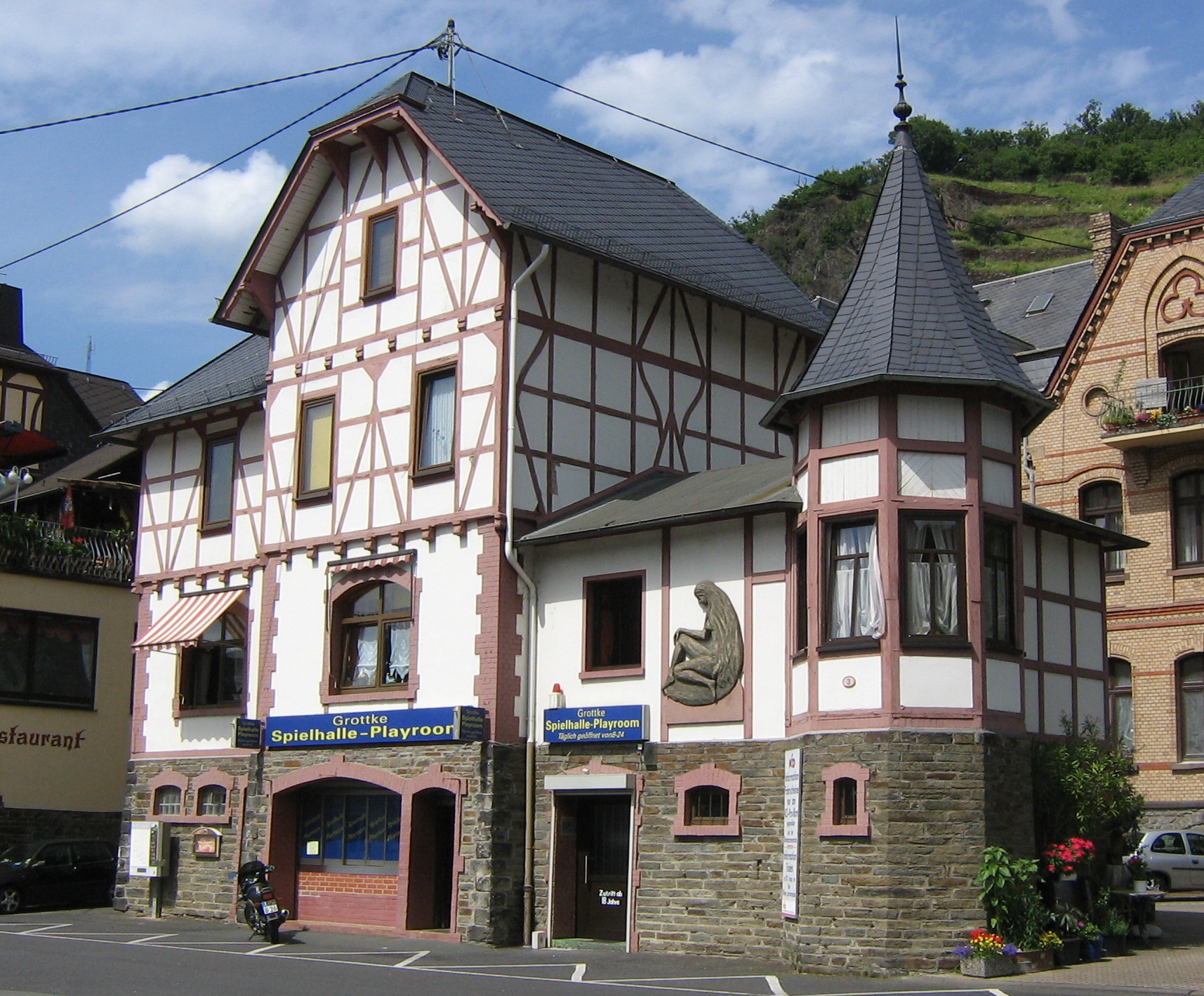
Ehemaliger Bahnhof der Nassauischen Kleinbahn

Sankt Goarshausen wird über die Bundesstraße 42, die am Rhein entlang verläuft, mit den Großstädten Koblenz und Wiesbaden verbunden. Außerdem beginnt in Sankt Goarshausen die Bundesstraße 274, die über die Hochflächen des Hintertaunus ins Aartal führt.
Sankt Goar und Sankt Goarshausen sind durch die Fähre Loreley verbunden. Über das Für und Wider, diese Fähre durch eine Brücke zu ersetzen, wird seit Jahrzehnten gestritten. Das Raumordnungsverfahren wurde im Januar 2011 eingeleitet und sie wird in den Medien Mittelrheinbrücke genannt. Das Hauptargument für den Bau der Brücke ist ein möglicher wirtschaftlicher Aufschwung. Kritiker weisen darauf hin, dass zur Stärkung der Infrastruktur ein durchgehender 24-Stunden-Fährverkehr ausreiche. Dieser kann aber durch eine private Fährgesellschaft ohne öffentliche Förderung nicht kostendeckend betrieben werden. Eine staatlich betriebene und kostenlose Rhein-Fähre wie in Plittersdorf wird derzeit nicht in Betracht gezogen.
Der Bahnhof Sankt Goarshausen liegt an der rechten Rheinstrecke, hier verkehren die Linie RB 10 (Neuwied – Koblenz – Sankt Goarshausen – Wiesbaden – Frankfurt-Höchst – Frankfurt (Main) Hauptbahnhof) der Vias GmbH nach dem Rheinland-Pfalz-Takt täglich im Stundenrhythmus. Aufgrund der Lage im Rhein-Lahn-Kreis gilt auf dem in Rheinland-Pfalz liegenden Streckenabschnitt der Tarif des Verkehrsverbunds Rhein-Mosel (VRM).

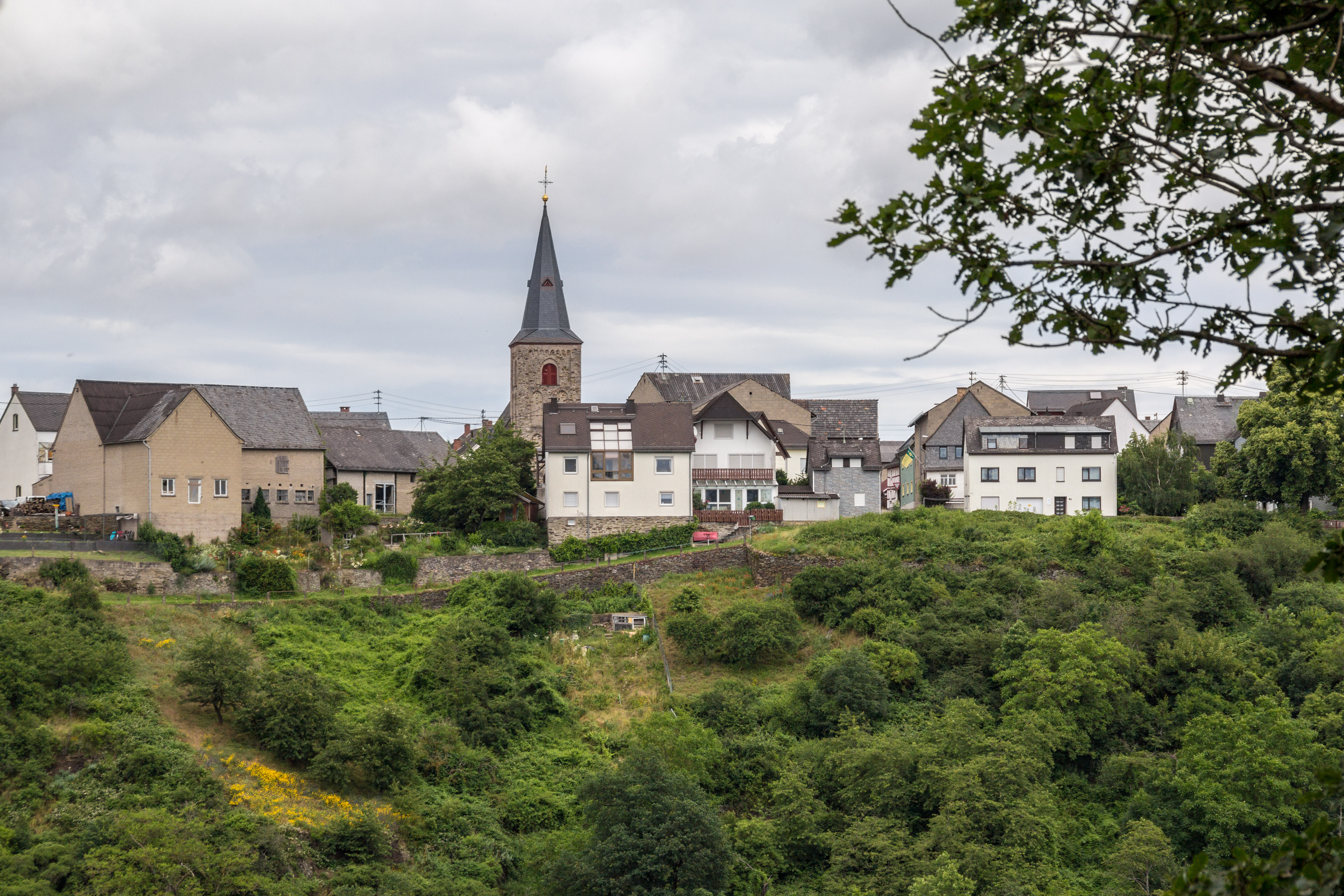
Patersberg, oberhalb von Sankt Goarshausen, 2016

Bis 1956/57 endete einer der Äste der Nassauischen Kleinbahn in St. Goarshausen und verband den Ort mit Nastätten.
Die Buslinie 580 der Martin Becker GmbH verkehrt von der Bushaltestelle Sankt Goarshausen Rheinfähre über Katzenelnbogen, Diez und Limburg an der Lahn zum Fernbahnhof Limburg Süd.
In Sankt Goarshausen gibt es außerdem einige Anlegestellen für die Rheinschifffahrt (Personenbeförderung). Hier halten sowohl Flusskreuzfahrtschiffe als auch die meisten Personenschiffe verschiedener Linien.

### Rad- und Wanderwege
Der neue rechtsrheinische Wanderweg, der von Bonn bis Wiesbaden über die Höhen des Rheintales führt, der Rheinsteig, geht durch Sankt Goarshausen und über die Loreley, ebenso wie der Rheinhöhenweg. Deswegen bietet sich die Stadt als Zwischenstopp für Wanderer an.
Sankt Goarshausen ist Startpunkt des Loreley-Aar-Radweges, der am Bahnhof beginnt und über die alte Trasse der Nassauischen Kleinbahn durch den westlichen Hintertaunus ins Aartal führt.

## Bildung

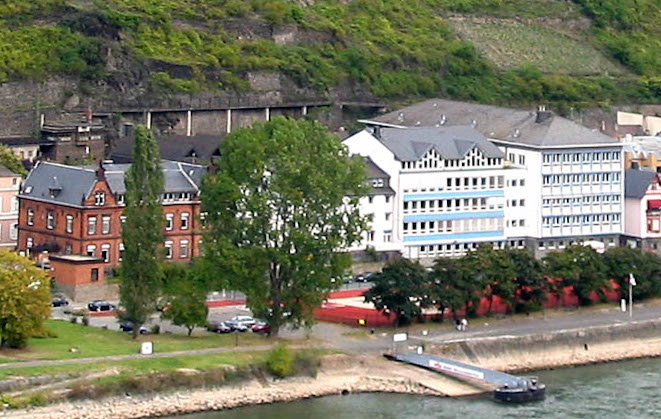
Sankt Goarshausen mit dem Schulgebäude des Wilhelm-Hofmann-Gymnasiums

Fest mit der Geschichte Sankt Goarshausens verwurzelt ist das „Institut Hofmann“, das heute stadtbildprägende „Wilhelm-Hofmann-Gymnasium“.
Ende des Zweiten Weltkriegs wurde das alte Institut zerstört und das heutige Gymnasium errichtet. 1984 wurde in Sankt Goarshausen die Loreleyhalle errichtet, die vor allem als Schulsporthalle benutzt wird, aber auch von der Stadt St. Goarshausen und von Vereinen mitbenutzt werden darf. 1991 fand mit dem Aufstocken des rheinseitigen Querbaus die letzte große Erweiterung des Wilhelm-Hofmann-Gymnasiums statt.
Eine weitere Schule ist die 1971 als Hauptschule gegründete Loreleyschule, eine mittlerweile organisatorisch verbundene Grund- und Realschule plus in integrativer Form im Stadtteil Heide. Seit dem Schuljahr 2002/03 hat sie den Status Schwerpunktschule.
Mit diesen beiden Schulen hat Sankt Goarshausen ein vergleichsweise großes Angebot an Schulen, gemessen an der Einwohnerzahl.

## Söhne und Töchter der Stadt
- Nicolaus Maurus (1483–1539), lutherischer Theologe
- Clemens von Preuschen von und zu Liebenstein (1841–1903), nassauischer Offizier und k.k. Generalmajor
- Franz Preuschen von Liebenstein (1845–1908), Gynäkologe
- Eduard Lotichius (1847–1908), Unternehmer und Politiker
- Heinrich Herpell (1861–1929), Kaufmann und Bürgermeister, Mitglied des Provinziallandtages der Provinz Hessen-Nassau
- Jörg Ritzel (1864–1941), Dichter
- Viktor von Schwedler (1885–1954), General der Infanterie
- Klaus-Ditmar Bachmann (1922–2005), Mediziner und Hochschullehrer
- Gustel Stein (1922–2010), Künstler
- Klaus Linkenbach (1932–2000), Komponist und Kirchenmusiker
- Ernst Dieter Gilles (1935–2019), Professor für Regelungstechnik
- Ulla Höpken (* 1943), Malerin